# Gotra fuscicoxis
Gotra fuscicoxis är en stekelart som beskrevs av Cheesman 1936. Gotra fuscicoxis ingår i släktet Gotra och familjen brokparasitsteklar. Inga underarter finns listade i Catalogue of Life.